# Danh sách tu chính án Hiến pháp Hoa Kỳ
Đây là danh sách toàn bộ các tu chính án Hiến pháp Hoa Kỳ đã được Quốc hội Hoa Kỳ chấp thuận, có cả các tu chính án được và chưa được phê chuẩn (phải được hai phần ba các nghị viện tiểu bang phê chuẩn sau khi Quốc hội Hoa Kỳ thông qua và giới thiệu đến các tiểu bang). Tiến trình tu chính Hiến pháp được hướng dẫn trong Điều khoản V Hiến pháp Hoa Kỳ. Có nhiều đề nghị tu chính Hiến pháp Hoa Kỳ khác nữa được trình lên Quốc hội Hoa Kỳ nhưng chưa được trình lên các tiểu bang.

## Các tu chính án
| #  | Các tu chính án | Ngày đề nghị         | Ngày hiệu lực        |
| -- | --- | -------------------- | -------------------- |
| 1  | Bảo vệ quyền Tự do tôn giáo, tự do ngôn luận, tự do báo chí, tự do họp hội, và kiến nghị | 25 tháng 9 năm 1789  | 15 tháng 12 năm 1791 |
| 2  | Bảo vệ Quyền mang vũ khí của dân thường và binh lính | 25 tháng 9 năm 1789  | 15 tháng 12 năm 1791 |
| 3  | Binh sĩ không được đóng quân tại khu vực tư gia trong thời bình. Trong thời chiến, Quốc hội có thể thông qua luật cho phép binh sĩ làm vậy.                                                             | 25 tháng 9 năm 1789  | 15 tháng 12 năm 1791 |
| 4  | Cấm khám xét và tịch thu không lý do; đưa ra các yêu cầu về lệnh khám xét căn cứ vào lý do chính đáng                                                                                                   | 25 tháng 9 năm 1789  | 15 tháng 12 năm 1791 |
| 5  | Truy tố; Tiến trình xét xử; Tự nhận tội; Không truy tố cùng một tội hai lần (double jeopardy), và những luật lệ về trưng thu (eminent domain).                                                          | 25 tháng 9 năm 1789  | 15 tháng 12 năm 1791 |
| 6  | Quyền được xét xử công công khai, công bằng và nhanh chóng, cho biết lý do truy tố, đối chấp người tố cáo, trác đòi hầu tòa, quyền được tư vấn                                                          | 25 tháng 9 năm 1789  | 15 tháng 12 năm 1791 |
| 7  | Quyền được bồi thẩm đoàn xét xử trong các phiên tòa dân sự | 25 tháng 9 năm 1789  | 15 tháng 12 năm 1791 |
| 8  | Không phạt tiền và định tiền thế thân vượt mức hay xử phạt bất thường và tàn bạo | 25 tháng 9 năm 1789  | 15 tháng 12 năm 1791 |
| 9  | Các quyền con người cơ bản | 25 tháng 9 năm 1789  | 15 tháng 12 năm 1791 |
| 10 | Giới hạn quyền lực của chính phủ liên bang | 25 tháng 9 năm 1789  | 15 tháng 12 năm 1791 |
| 11 | Miễn trách nhiệm các tiểu bang khỏi sự tố tụng của các công dân ngoài tiểu bang và ngoại quốc không sống trong ranh giới tiểu bang. Đặt nền tảng cho quyền miễn tố chủ quyền.                           | 4 tháng 3 năm 1794   | 7 tháng 2 năm 1795   |
| 12 | Sửa đổi tiến trình bầu cử tổng thống | 9 tháng 12 năm 1803  | 15 tháng 6 năm 1804  |
| 13 | Bãi bỏ chế độ nô lệ, trừ khi đó là hình phạt đối với tội phạm. | 31 tháng 1, 1865     | 6 tháng 12 năm 1865  |
| 14 | Quy trình pháp luật tiểu bang và quyền công dân, áp dụng Đạo luật Nhân quyền Hoa Kỳ vào các tiểu bang, sửa đổi phân chia đại diện, không cho phép những ai nổi loạn chống Hoa Kỳ giữ chức vụ công quyền | 13 tháng 6 năm 1866  | 9 tháng 7 năm 1868   |
| 15 | Quyền đầu phiếu không còn bị giới hạn bởi chủng tộc | 26 tháng 2 năm 1869  | 3 tháng 2 năm 1870   |
| 16 | Cho phép thu thuế lợi tức liên bang | 12 tháng 7 năm 1909  | 3 tháng 2 năm 1913   |
| 17 | Bầu cử trực tiếp Thượng viện Hoa Kỳ | 13 tháng 5 năm 1912  | 8 tháng 4 năm 1913   |
| 18 | Cấm chất rượu cồn (bị bãi bỏ bằng Tu chính án 21) | 18 tháng 12 năm 1917 | 16 tháng 1 năm 1919  |
| 19 | Quyền đầu phiếu của phụ nữ, mọi giới tính đều có quyền bỏ phiếu | 4 tháng 6 năm 1919   | 18 tháng 8 năm 1920  |
| 20 | Ấn định ngày bắt đầu nhiệm kỳ cho Quốc hội (3 tháng 1) và tổng thống (20 tháng 1) (tu chính án này cũng còn được gọi là "tu chính án lame duck".)                                                       | 2 tháng 3 năm 1932   | 23 tháng 1 năm 1933  |
| 21 | Bãi bỏ Tu chính án 18; tiểu bang và địa phương không còn bị bắt buộc cấm rượu cồn. | 20 tháng 2 năm 1933  | 5 tháng 12 năm 1933  |
| 22 | Giới hạn mỗi người chỉ được làm tổng thống trong tối đa là hai nhiệm kỳ | 24 tháng 3 năm 1947  | 27 tháng 2 năm 1951  |
| 23 | Đại diện của Washington, D.C. trong Đại cử tri đoàn | 16 tháng 6 năm 1960  | 29 tháng 3 năm 1961  |
| 24 | Cấm giới hạn quyền đầu phiếu vì không trả thuế khoán | 14 tháng 9 năm 1962  | 23 tháng 1 năm 1964  |
| 25 | Phó tổng thống được kế nhiệm tổng thống khi tổng thống không thể tiếp tục nhiệm vụ của mình | 6 tháng 7 năm 1965   | 10 tháng 2 năm 1967  |
| 26 | Tuổi đầu phiếu toàn quốc được thiết lập là 18 tuổi | 23 tháng 3 năm 1971  | 1 tháng 7 năm 1971   |
| 27 | Thay đổi lương bổng quốc hội | 25 tháng 9 năm 1789  | 7 tháng 5 năm 1992   |

## Các tu chính án được đề nghị nhưng chưa được thông qua
Trước khi một tu chính án có hiệu lực, nó phải được hai phần ba số phiếu bầu của cả hạ viện và thượng viện chấp thuận trước khi giới thiệu đến các tiểu bang. Sau đó nó phải được ba phần tư số tiểu bang của Hoa Kỳ thông qua. Sáu tu chính án, do Quốc hội Hoa Kỳ đề nghị, đã bị thất bại vì không được đủ số phiếu cần thiết hai phần ba số nghị viện tiểu bang chấp thuận. Bốn trong các tu chính án này vẫn còn đang chờ đợi các nghị viện tiểu bang chấp thuận - hai tu chính án khác đã hết hạn chờ đợi.
| Tu chính án                                      | Ngày đề nghị        | Tình trạng | Đề tài                                               |
| ------------------------------------------------ | ------------------- | --- | ---------------------------------------------------- |
| Tu chính phân chia đại diện tại Quốc hội         | 25 tháng 9 năm 1789 | Vẫn còn chờ các nghị viện tiểu bang quyết định | Phân chia đại diện tại Hạ viện Hoa Kỳ                |
| Tu chính chức danh quý phái                      | 1 tháng 5 năm 1810  | Vẫn còn chờ các nghị viện tiểu bang | Nghiêm cấm chức danh quý phái                        |
| Tu chính án Corwin                               | 2 tháng 3 năm 1861  | Vẫn còn chờ các nghị viện tiểu bang | Duy trì chế độ nô lệ                                 |
| Tu chính án về trẻ em lao động                   | 2 tháng 6 năm 1924  | Vẫn còn chờ các nghị viện tiểu bang | Quốc hội có quyền ấn định luật lệ về lao động trẻ em |
| Tu chính án quyền bình đẳng                      | 22 tháng 3 năm 1972 | Hết hạn năm 1979 hay năm 1982 (một số học giả không đồng ý), mặc dù vẫn có thể được thông qua vì hạn kỳ đã từng được gia hạn và ngày hết hạn không có nói trong phần nội dung của tu chính án. | Cấm bất bình đẳng giữa nam và nữ                     |
| Tu chính án quyền đầu phiếu của Đặc khu Columbia | 22 tháng 8 năm 1978 | Hết hạn năm 1986 | Quyền đầu phiếu của Washington, D.C.                 |